# صامويل مارسدن
صامويل مارسدن (بالإنجليزية: Samuel Marsden)‏ (25 يونيو 1765- 12 مايو 1838)؛ قس إنجليزي في كنيسة إنجلترا في أستراليا، وعضو بارز في جمعية الكنيسة التبشيرية، التي يُعتقد أنها قدمت المسيحية إلى نيوزيلندا.
كان مارسدن شخصية بارزة في ولاية نيو ساوث ويلز الناشئة وفي التاريخ الأسترالي، ويعود ذلك جزئيًّا لخدماته الكنسية بصفته كبير الكهّان في مستعمرة كنيسة إنجلترا وبصفته رائدًا في صناعة الصوف الأسترالي، بالإضافة إلى توظيفه للمدانين قضائيًّا في الزراعة وتصرفاته باعتباره قاضيًا في مدينة باراماتا؛ اجتذب كل ذلك النقد المعاصر له.

## النشأة
وُلد مارسدن في فارسلي، بالقرب من بودسي، يوركشاير في إنجلترا وهو نجل أحد الحدادين الذي تحول إلى الزراعة في ويسليان، وذهب إلى مدرسة القرية وأمضى بضع سنوات في مساعدة والده في المزرعة. في أوائل العشرينات من عمره، جذبت سمعته كواعظ غير رسمي انتباه جمعية إلاند الإنجيلية، التي سعت إلى تدريب الفقراء على قُسوسية كنيسة إنجلترا. ارتاد مارسدن مدرسة هول غرامر سكول من خلال منحة من جمعية إلاند الإنجيلية، حيث انضم إلى جوزيف ميلنر والإصلاحي ويليام ويلبرفورس، ثم التحق بعد عامين من ذلك -في سن الـ 25- في كلية مودلين، كامبريدج. تخلى مارسدن عن دراسته الجامعية للاستجابة لدعوة الزعيم الإنجيلي تشارلز سيمون إلى الخدمة في البعثات الخارجية. عُرض على مارسدن منصب قسيس ثاني في قُسوسية الموقّر ريتشارد جونسون في مستعمرة نيو ساوث ويلز في 1 يناير 1793.
تزوج مارسدن من إليزابيث فريستان في كاتدرائية هول في 21 أبريل 1793. وفي الشهر التالي عينه وليام بولر-أسقف إكستر- كاهنًا.

## في أستراليا
سافر مارسدن على متن سفينة مُدانين تدعى وليام إلى أستراليا، وُلدت طفلته الأولى «آن» في الطريق إلى أستراليا. وصل إلى المستعمرة في 2 مارس من عام 1794، وأقام منزلًا في باراماتا، على بعد 15 ميلًا (24 كم) خارج مستوطنة بورت جاكسون الرئيسية.
خلَف مارسدن في عام 1800 جونسون، وأصبح كاهن كنيسة إنجلترا الأعلى في نيو ساوث ويلز. احتفظ بهذا المنصب حتى وفاته.
منحت الحكومة الاستعمارية مارسدن هِبات على شكل أراضٍ، واشترى المزيد من الأراضي التي عمل المدانون بها -وهي ممارسة شائعة في أستراليا في ذلك الوقت- من حسابه الخاص. بحلول عام 1807 امتلك مارسدن 3000 فدان (12 كم مربع) من الأراضي. زودته المشاريع الزراعية الناجحة بقاعدة مالية قوية، على الرغم من أنها شكلت أيضًا محورًا من محاور النقد المعاصر لمارسدن بسبب تورطه المزعوم في شؤون غير متعلقة بالكنيسة. في عام 1807 عاد إلى إنجلترا للإبلاغ عن حالة المستعمرة للحكومة، والتماس المزيد من المساعدة من رجال الدين والمدرسين.
ركز مارسدن على تنشئة أغنام قوية ذات صوف كثيف مثل سلالة خراف سيفولك، والتي كانت ذات قيمة آنية في المستعمرة أكثر من المرينوز الإسباني المجزوز بشكل جيد الذي استورده جون مكارثر. أصبح مارسدن في عام 1809 أول من شحن الصوف من أستراليا إلى إنجلترا بهدف الاستخدام التجاري؛ استعمل السادة دبليو آند جيه. تومبسون، في راودون في غرب يوركشاير الصوف كنوع من الألبسة، وأعجب جورج الثالث بذلك لدرجة أنه حصل على هدية من غنم مارينو من مزرعة وندسور ستد. بعد أربع سنوات من بداية العمل، بيع أكثر من 4000 رطل (1814 كجم) من صوف مارسدن في إنجلترا. كان مارسدن مروجًا مهمًا لسلعة الصوف، على الرغم من أن إسهاماته التقنية والتوليدية والتسويقية طغت بشكل كبير في شركة مكارثر. يُعتقد أنه قد أدخل فيما بعد الأغنام إلى نيوزيلندا، حيث كان يتمتع بسمعة طيبة إلى حد ما مقارنة بسمعته في أستراليا.
في عام 1795، أنشأ الحاكم جون هنتر «قضاة الكهنة». اجتذب دور مارسدن كقاضي في باراماتا الانتقادات في حياته. لقد تذكر التاريخ مارسدن بأنه «كاهن جلّاد»، إذ يزعم المعاصرون له أنه أوقع عقوبات قاسية (لاسيما توسيع نطاق عقوبة الجلد)، حتى بمعايير يومه. هذه النظرة تجاه مارسدن متنازع عليها عند بعض الجماعات كجزء من كتابة التاريخ المناهضة لرجال الدين، والتي تُعزى بدورها إلى كره الكنيسة الرومانية الكاثوليكية والأيرلنديين.
أعطى جوزيف هولت -الذي نُقل إلى سيدني بعد استسلامه المتفاوض عليه بعد التمرد الأيرلندي عام 1798- سردًا واضحًا في مذكراته حول البحث عن متآمرين أيرلنديين ممن اعتُقل معهم. عزم مارسدن على المشاركة في عمل السلطات السري هذا. أُطلق سراح هولت نفسه ولكنه شهد مصير الآخرين. قال: «لقد شاهدت العديد من المشاهد الرهيبة، لكن هذا كان أكثر مشهد مروع رأيته في حياتي. كان اليوم عاصفًا وأحتج -على الرغم من أنني على الرغم من بعدي عن الضحايا والدماء والجلود خمسة عشر ياردة على الأقل باتجاه الطريق- ولكن طُرشت الأشلاء بوجهي»، مع قيام الضباب «بإزاحتها عن قططهم» (في إشارة منه إلى سوط الجلد المكون من ذيول القطط التسع). وتابع «كان «بادي جافين» السجين التالي الذي قُيد، وهو شاب صغير يبلغ من العمر عشرين عامًا؛ وحُكم عليه أيضًا بتلقي ثلاثمئة جلدة. جُلد أول مئة جلدة على كتفيه، ومُزق جلده حتى بان عظما الكتفين، بشكل عارِ، وبعد ذلك نفّذ الطبيب المئة الثانية من الجلدات موجهًا إياها نحو الأسفل، ما قلل من جلد المدان حتى أصبح هلامًا لدرجة أن الطبيب أمر بتوجيه المئة المتبقية على ربلتي ساقيه...»، وقد كتب البعض أن مارسدن أمر بمثل هذه المعاملة، لكن مذكرات هولت لا تربط مارسدن بعقوبة الجلد في تونغابي في ذلك اليوم بشكل صريح. عبر هولت عن انطباعه عن مارسدن في مذكراته، بأنه «رجل مشغول بالتوسط وضحل الاستيعاب» يعتقد نفسه «محاميًا عظيمًا»، ويعتقد هولت أن مارسدن حاول التعاطف معه بأن يبق زوجته وأطفاله أحرارًا في حين لم يكن هولت كذلك. اعتبر هولت أنه استسلم مرة أخرى في أيرلندا بموجب شروط المنفى الحر. ولكن عندما وصلت عائلة هولت إلى باراماتا، استدعاهم مارسدن وآيتكينز والدكتور طومسون وطلبوا من هولت مرافقتهم إلى تونغابي، حيث حاول الكابتن جونستون تعيينه عند المشرف مايكل فيتزجيرالد. كان من المفترض قدوم الحاكم إلى باراماتا في اليوم التالي وصمم هولت على أن يطلب من الحاكم، «امتلاك سلطة أعلى -حتى من الحاكم نفسه- وعدم الخضوع لأهواء الضباط المساعدين، الذين يفترضون دائمًا امتلاكهم لعشرة أضعاف السلطة التي قد يمتلكها المشرفون عليهم» (هذا هو رأيه في مارسدن). أكد الحاكم أنه حر.
وضحت مواقف مارسدن تجاه المدانين الأيرلنديين من الكنيسة الرومانية الكاثوليكية في مذكرة أرسلها إلى رؤسائه في كنيسته خلال فترة وجوده في باراماتا:
«إن عدد المدانين الكاثوليك ضخم جدًا... وهؤلاء عمومًا يتألفون من أدنى طبقة من طبقات الأمة الأيرلندية؛ وهم أكثر الأعراق قسوة وجهلًا ووحشيةً، وقد أُكرم عليهم بالتنوير الحصري؛ رجال عُرفوا... لكل جريمة مروعة ارتكبوها منذ طفولتهم. عقولهم المحرومة من كل مبدأ من مبادئ الدين والأخلاق تجعلهم قادرين على ارتكاب أكثر الأعمال الشائنة بدم بارد. كما يبدو أنهم لا يفكرون مليًا بالعواقب؛ ولكنهم.. - دائما على قيد الحياة من أجل التمرد وإلحاق الأذى، إنهم أعضاء خطرين للغاية في المجتمع. لا يُمكن الثقة بهم في أي ظرف...»
إذا جرى التسامح مع الكاثوليكية في أستراليا فسوف يتجمعون معًا من كل حدب وصوب، وليس للرغبة بالاحتفال بالقداس، بقدر ما يكون لسرد البؤس والظلم الذي تعرضوا له أثناء نفيهم، والمشقة التي عانوا منها، لتحريض عقول بعضهم البعض في مخطط انتقام بربري».